# Haiyang 1A
Haiyang 1A (chinesisch 海洋一號A星 / 海洋一号A星, Pinyin Hǎiyáng Yīhào A Xīng) war der erste Meeresbeobachtungssatellit der Staatlichen Ozeanverwaltung der Volksrepublik China. Er wurde am 15. Mai 2002 um 01:50 Uhr UTC zusammen mit dem Wettersatelliten Fengyun-1D mit einer Trägerrakete vom Typ Langer Marsch 4B vom Kosmodrom Taiyuan in eine sonnensynchrone Umlaufbahn gebracht.

## Aufbau
Der mittels drei Magnettorquern dreiachsenstabilisierte Satellit basiert auf dem Satellitenbus CAST 968B der Hangtian Dong Fang Hong Satelliten GmbH, einer Tochtergesellschaft der Chinesischen Akademie für Weltraumtechnologie.
Seine Startmasse belief sich auf 367 kg; davon entfielen 87 kg auf die Nutzlast und 13 kg auf Treibstoff. Das Gehäuse von Haiyang 1A misst 1,2 × 1,1 × 0,94 m, dazu kommen noch zwei ausklappbare Solarzellenflügel mit jeweils drei Modulen, die dem Satelliten eine Spannweite von 7,5 m verleihen. Mit einer Gesamtfläche von 5,67 m² lieferten die Solarzellen zu Beginn der Mission 450 W, am Ende der Lebensdauer des Satelliten noch 320 W. In den Zeiten, in denen sich der Satellit im Erdschatten befand, wurde er von zwei Sätzen Nickel-Cadmium-Akkumulatoren mit einer Gesamtkapazität von 23 Ah mit Strom versorgt.
Um seine Instrumente immer auf die Erde ausgerichtet zu halten, verwendete Haiyang 1A einen Sonnensensor und einen Infrarot-Erdsensor. Die mit Hydrazin arbeitenden Lageregelungstriebwerke konnten das Gehäuse in der Querachse und in der Längsachse mit einer Genauigkeit von 0,4° ausrichten, in der Gierachse mit einer Genauigkeit von 0,5°. Telemetrie und Steuerung des Satelliten erfolgten im S-Band mit einer Datenübertragungsrate von 4 kbit/s beim Downlink und 2 kbit/s beim Uplink. Die Nutzlastdaten wurden im X-Band, mit Quadraturphasenumtastung moduliert, mit einer Datenübertragungsrate von 5,32 Mbit/s an die Bodenstationen der Staatlichen Ozeanverwaltung in Peking und Sanya auf der Insel Hainan gefunkt. In der Zeit, in der sich Haiyang 1A nicht in Sichtweite von Ostchina befand, zeichnete er die gewonnenen Daten in einen Bordspeicher mit 80 MB Kapazität auf.

## Nutzlasten
Haiyang 1A wurde mit zwei wissenschaftlichen Nutzlasten ausgestattet:
- Scanner für Ozeanfarben (Chinese Ocean Color and Temperature Scanner, COCTS, Shanghaier Institut für technische Physik), eine mit einem Bildgeber für acht Spektralbänder des sichtbaren Lichts bis ins nahe Infrarot zwischen 402 nm und 885 nm sowie einem Bildgeber für zwei Spektralbänder im thermischen Infrarotbereich zwischen 10,3 μm und 12,5 μm ausgerüste Kamera mit einer räumlichen Auflösung von 1,1 km und einer Schwadbreite von 1400 km. Mit dem Gerät wurde die Farbe des Meerwassers dokumentiert, um Chlorophyll-Konzentration, Schwebstoff-Konzentration, Schadstoffe und – über Infrarot-Messungen – die Oberflächentemperatur der Ozeane zu untersuchen.

- Bildgeber für Küstenzonen (Coastal Zone Imager, CZI, Forschungsinstitut für weltraumbezogenen Maschinenbau und Elektrotechnik Peking), eine mit einem CCD-Sensor und jeweils einem eigenen Objektiv für vier Spektralbänder zwischen 420 nm und 890 nm ausgerüstete Kamera mit einer räumlichen Auflösung von 250 m und einer Schwadbreite von 500 km. Mit dem Gerät wurde die Verschmutzung in den chinesischen Küstengewässern, einschließlich der Ästuare, vom Golf von Bohai bis hinunter zum Südchinesischen Meer dokumentiert.[1][3]

## Mission
Nach dem Start am 15. Mai 2002 wurde Haiyang 1A von der Trägerrakete in einem um 98,8° zum Äquator geneigten, sonnensynchronen Orbit ausgesetzt und erreichte am 27. Mai 2002 seinen annähernd kreisförmigen Betriebsorbit von 798 km Höhe. Die Umlaufzeit betrug 100,8 Minuten, der Satellit überquerte den Äquator am absteigenden Knoten seiner Umlaufbahn immer um 9 Uhr morgens Ortszeit. Am 29. Mai 2002 wurde mit den Beobachtungen begonnen. Der Scanner für Ozeanfarben mit seiner Schwadbreite von 1400 km lieferte alle drei Tage eine komplette Dokumentation der Weltmeere, der Bildgeber für Küstenzonen konnte wegen seine geringere Schwadbreite nur alle sieben Tage einmal die chinesischen Küstengewässer dokumentieren.
Nach einem Jahr begann der Bildgeber für den thermischen Infrarotbereich im Scanner für Ozeanfarben altersbedingt ungenau zu werden. Daher wurde er von Spezialisten des Nationalen Zentrums für Satellitenmeteorologie, einer Einrichtung des Chinesischen Amts für Meteorologie, zwischen dem 8. und 15. August 2003 am Qinghai-See anhand der dort am Boden gemessenen Werte neu kalibriert. Dreieinhalb Monate später, am 1. Dezember 2003, musste der Bildgeber für Küstenzonen aufgrund von Problemen mit der Stromversorgung abgeschaltet werden; bei einem der Solarzellenflügel hatte der Motor für die Ausrichtung um die Längsachse eine Fehlfunktion entwickelt.
Im April 2004, kurz vor dem Ende seiner erwarteten Lebensdauer von zwei Jahren, stellte Haiyang 1A seinen Betrieb endgültig ein.
Der am 11. April 2007 gestartete Nachfolgesatellit Haiyang 1B stellte dann mit einer Betriebsdauer von 9 Jahren und 10 Monaten einen neuen nationalen Rekord für Kleinsatelliten auf.